# Ejnar Nielsen
Ejnar Nielsen (9 luglio 1872 – 21 luglio 1956) è stato un pittore danese.

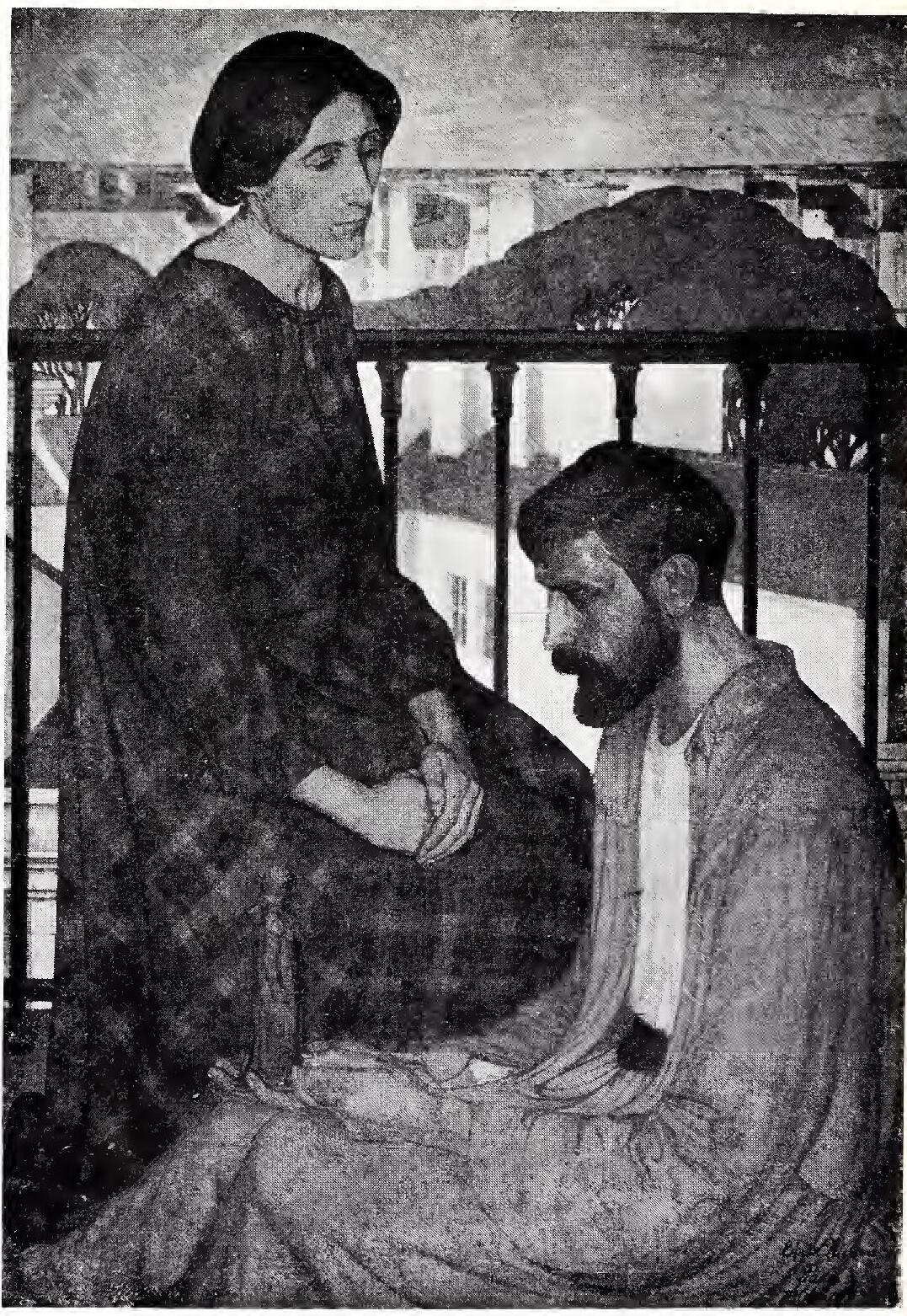
Ejnar Nielsen - opera

Sostenitore della pittura simbolista nell'arte danese. È anche noto per il suo grande mosaico su Stærekassen, un'estensione del Royal Danish Theatre di Kongens Nytorv a Copenaghen.
Fu professore alla Royal Danish Academy of Fine Arts dal 1920 al 1930 e ricevette la medaglia Eckersberg dell'Accademia nel 1908 e la medaglia Thorvaldsen nel 1913.

## Biografia
Ejnar Nielsen è nato il 9 luglio 1872 a Copenaghen. Ha studiato alla Royal Danish Academy of Fine Arts tra il 1889 e il 93 e alla Scuola di pittura di Zahrtmann dal 1895 al 1896.
Nel 1894 viaggiò a Gjern, nello Jutland centrale, dove dipinse la gente e i paesaggi.
Durante questo periodo, divenne uno dei maggiori esponenti del simbolismo danese, ma dal XX secolo si dedicò ad una forma di espressionismo più classico. Ha anche illustrato libri come Den gamle Mands Barn (Juleroser 1900, Vejen Kunstmuseum) e Ijobs Bog (træsnit, 1927).
Dal 1932 al 1937, eseguì il grande mosaico nel soffitto del passaggio ad arco sotto la torre scenica del Stærekassen al Royal Danish Theatre di Kongens Nytorv a Copenaghen. Alla fine della sua carriera ha principalmente dipinto fiori e paesaggi.